# Antônio Marcos Tobias
Antônio Marcos Tobias, mais conhecido como Toninho (São Paulo, 10 de junho de 1973), é um ex-futebolista brasileiro.
Jogou no São Paulo entre 1992 até 1995. Fez parte da equipe campeã da Copa Conmebol de 1994, apelidada de "Expressinho". No exterior, jogou no Anderlecht (Bélgica), Audax Italiano (Chile), Salgueiros (Portugal), Ulsan Hyundai (Coreia do Sul) e Al Shabab (Arábia Saudita). Defendeu também o Araçatuba, o Figueirense, o CSA, o ASA e o Rio Branco de Andradas.
Toninho encerrou sua carreira em 2006, defendendo o CRB.

## Títulos
São Paulo
- Copa CONMEBOL: 1994